# Décennie 1960 aux échecs
 Chronologie des échecs - 1960-1969

## Année 1960
- Mikhaïl Tal devient le nouveau champion du monde en battant Mikhaïl Botvinnik (12 1/2 - 8 1/2).
- La 14e olympiade est tenue à Leipzig en RDA. Elle consacre la victoire de l'URSS, avec Mikhaïl Tal au 1er échiquier, devant les États-Unis, emmenés par Bobby Fischer, et la Yougoslavie de Svetozar Gligorić.

## Année 1961
- Mikhaïl Botvinnik reprend le titre de champion du monde en défaisant Mikhaïl Tal par dix victoires contre quatre.

## Année 1962
- Au tournoi des candidats de Curaçao, Bobby Fischer accuse les joueurs soviétiques d'avoir triché (« The Soviets have fixed the world of chess! »), faisant des nulles faciles entre eux, et se livrant à fond contre lui. Il annonce qu'il ne participera plus à aucun tournoi similaire à plusieurs tours, et exige des matchs à élimination directe.
- Lors de l'Olympiade de Varna (Bulgarie), Mikhaïl Botvinnik affronte pour l'unique fois de sa carrière Bobby Fischer. Ce dernier gagne un pion, mais dans les analyses post mortem, le secondant de Botvinnik Efim Geller découvre une ressource de pat qui permet à Botvinnik d'obtenir la partie nulle.
- Décès de Milan Vidmar.
- Décès d'Ossip Bernstein.

## Année 1963
- Mikhaïl Botvinnik perd - sur le score de 9 1/2 contre 12 1/2 - pour la dernière fois son titre de champion du monde contre cette fois-ci Tigran Petrossian, qui se révèle - c'est exceptionnel - plus fin stratège que lui.
- Bobby Fischer s'adjuge le Championnat des États-Unis en marquant 100 % des points. Durant les années 1960, il l'a également remporté en 1960, 1962, 1965, 1966 et 1967 (avec 1958 et 1959, huit titres sur huit participations).
- Naissance à Bakou d'Harry Weinstein, le futur Garry Kasparov.

## Année 1964
- Premier grand tournoi international disputé en France depuis longtemps, à Bordeaux.
- La RFA crée l'événement en infligeant sa seule défaite à l'URSS depuis 1956 lors de l'Olympiade de Tel Aviv (Israël).

## Année 1965
- Bien que le tournoi des candidats soit désormais organisé selon ses souhaits, Bobby Fischer reste à l'écart de cette compétition.
- Ce dernier participe par télex au Mémorial Capablanca, en raison de l'embargo décrété par les États-Unis contre Cuba.

## Année 1966
- Tigran Petrossian remporte de justesse (12 1/2 - 11 1/2) le championnat du monde qui l'oppose à Boris Spassky.
- L'URSS remporte la 17e olympiade, tenue cette année à La Havane.

## Année 1967
- Bobby Fischer est exclu de l'interzonal de Sousse (Tunisie) car il refuse de se plier aux décisions des organisateurs. En effet, adepte de l'Église adventiste du septième jour, Fischer refuse de jouer du vendredi au coucher du soleil au samedi même heure. On doute de le voir jamais devenir Champion du monde.
- Avec 1968, grande année pour Bent Larsen, l'autre grand joueur de la décennie appartenant au monde occidental.
- À la suite de l'invasion de la Tchécoslovaquie par les forces du Pacte de Varsovie qui met fin au Printemps de Prague, Luděk Pachman élève de vives protestations, rentre dans son pays, et est incarcéré.

## Année 1968
- Le tournoi de Beverwijk se déplace à Wijk aan Zee.
- En l'absence de Bobby Fischer, Boris Spassky remporte à nouveau le tournoi des candidats.
- L'URSS remporte la 18e olympiade, tenue cette année à Lugano (Suisse).
- Décès de Marcel Duchamp.

## Année 1969
- Boris Spassky devient le nouveau champion du monde en battant Tigran Petrossian sur le score de 12 ½ à 10 ½.
- Anatoli Karpov remporte le championnat du monde d'échecs junior à Stockholm (Suède).